# Мосфорт, Билли
Уильям Мосфорт (англ. William Mosforth; 2 января 1859, Шеффилд — 11 июля 1929, там же), более известный как Билли Мосфорт (англ. Billy Mosforth) — английский футболист, левый нападающий, известный по выступлениям за шеффилдские клубы «Уэнсдей» и «Шеффилд Юнайтед», а также за национальную сборную Англии.

## Клубная карьера
Уроженец Шеффилда, Мосфорт имел прозвище «Маленькое чудо» (англ. Little Wonder) и «Ловкач из Шеффилда» (англ. The Sheffield Dodger) благодаря своим небольшим физическим габаритам. Считался лучшим шеффилдским футболистом своей эпохи, обладая отличным контролем мяча, пасом и дриблингом. Часто пользовался кручёным ударом.
Футбольную карьеру начал в клубе «Шеффилд Альбион», за который дебютировал в возрасте 14 лет. В 1878 году стал игроком клуба «Уэнсдей», забив первый в истории клуба гол на домашнем стадионе «Олив Гроув». Будучи любителем, мог играть за несколько футбольных клубов одновременно. В частности, играл за «Халлам», «Хили» и «Провиденс». Также играл за сборную футбольной ассоциации Шеффилда. В 1879 году играл за клуб «Зулус», созданный для помощи семьям, пострадавшим в англо-зулусской войне. Клуб оказался в центре скандала, когда стало известно, что его игрокам платили деньги, что было нелегальной практикой в то время. Мосфорт выступал за профессиональный статус футболистов и даже выступал за команду «Шеффилд Роверс», которая должна была стать первым профессиональным клубом в Шеффилде, но после того, как в Англии легализовали профессиональный футбол, вернулся в «Уэнсдей».
В 1889 году стал одним из первых игроков клуба «Шеффилд Юнайтед», откликнувшись на объявление в местной газете. Провёл за клуб один сезон на (до вступления клуба в Футбольную лигу), став автором первого гола «Юнайтед» на «Брэмолл Лейн». Также стал первым игроком, выступавшим и за «Уэнсдей», и за «Шеффилд Юнайтед». Мосфорт также неофициально является первым «заменённым» игроком в истории «Шеффилд Юнайтед» (хотя замены на тот момент не были предусмотрены правилами), когда его одноклубник опоздал на игру с «Болтон Уондерерс», поэтому Мосфорт «заменил» отсутствующего товарища. Также тот матч стал первой игрой, сыгранной под светом прожекторов. В 1890 году завершил карьеру из-за травмы колена.

## Карьера в сборной
В марте 1877 года дебютировал за национальную сборную Англии в товарищеском матче против Шотландии. Всего провёл за сборную девять матчей, в которых забил три гола.

### Матчи за сборную Англии
| № | Дата           | Стадион                       | Соперник  | Результат | Голы Мосфорта | Турнир            |
| - | -------------- | ----------------------------- | --------- | --------- | ------------- | ----------------- |
| 1 | 3 марта 1877   | «Овал», Кеннингтон, Лондон    | Шотландия | 1:3       |               | Товарищеский матч |
| 2 | 2 марта 1878   | «Кэткин Парк», Глазго         | Шотландия | 2:8       |               | Товарищеский матч |
| 3 | 18 января 1879 | «Овал», Кеннингтон, Лондон    | Уэльс     | 2:1       |               | Товарищеский матч |
| 4 | 5 апреля 1879  | «Овал», Кеннингтон, Лондон    | Шотландия | 5:4       | Гол           | Товарищеский матч |
| 5 | 13 марта 1880  | «Кэткин Парк», Глазго         | Шотландия | 4:5       | 18′           | Товарищеский матч |
| 6 | 15 марта 1880  | «Рейскорс Граунд», Рексем     | Уэльс     | 3:2       |               | Товарищеский матч |
| 7 | 26 января 1881 | «Александра Медоуз», Блэкберн | Уэльс     | 0:1       |               | Товарищеский матч |
| 8 | 11 марта 1882  | «Кэткин Парк», Глазго         | Шотландия | 1:5       |               | Товарищеский матч |
| 9 | 13 марта 1882  | «Рейскорс Граунд», Рексем     | Уэльс     | 3:5       | 25′           | Товарищеский матч |

## Рекорды
Билли Мосфорту принадлежит ряд футбольных рекордов:
- Первый футболист, сыгравший оба главных клуба Шеффилда — «Шеффилд Уэнсдей» и «Шеффилд Юнайтед».
- Первый футболист, забивший оба главных клуба Шеффилда — «Шеффилд Уэнсдей» и «Шеффилд Юнайтед».
- Автор первого гола «Шеффилд Уэнсдей» на «Олив Гроув[англ.]».
- Автор первого гола «Шеффилд Юнайтед» на «Брэмолл Лейн».
- Рекордсмен по количеству матчей за сборную Англии (1880—1883).
- Сыграл в первом профессиональном футбольном матче под светом прожекторов.

## Личная жизнь
По профессии был гравировщиком. Помимо футбола занимался бегом (обычным и с препятствиями) и играл в крикет за клуб «Халлам». После завершения карьеры управлял пабом в Шеффилде.